# Польско-угандийские отношения
Польско-угандийские отношения — двусторонние отношения между Польшей и Угандой. Отношения сосредоточены на торговле и содействии развитию. Обе страны являются полноправными членами Всемирной торговой организации и Организации Объединённых Наций.

## История

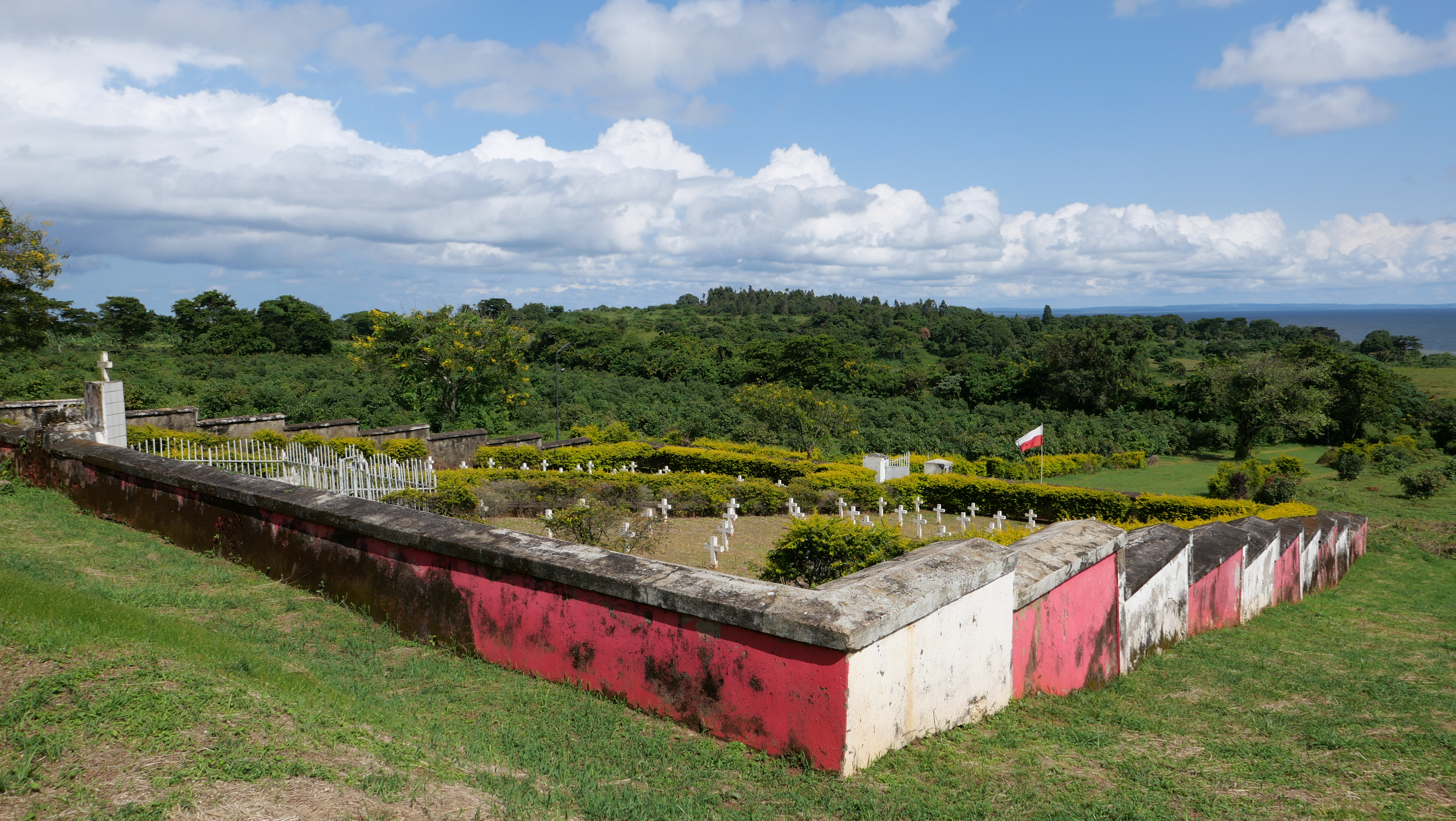
Кладбище польских беженцев в Кодже

Во время Второй мировой войны 6443 поляка-беженца из оккупированной Польши, в том числе 704 мужчины (в основном старики), 2833 женщины и 2906 детей, были приняты в Уганду. 3635 поляков остались в Масинди, 2800 остались в Кодже, а 8 остались в Кампале. Консульство Польши находилось в там с 1943 по 1945 год. После войны польские беженцы постепенно переместились в Европу. В 1948 году в Уганде все ещё находилось 1387 поляков. Оставшиеся польские беженцы, скорее всего, покинули Уганду к 1952 году. Сохранившимся остатком польских беженцев в Уганде является католическая церковь Богоматери Королевы Польши около Масинди.
Ванда Бленска, польский эксперт по проказе и бывший участник сопротивления во время Второй мировой войны, была главным врачом больницы Булуба с 1951 по 1983 год. Она превратила больницу в международно признанный современный центр лечения проказы.
Дипломатические отношения были установлены в 1963 году, вскоре после провозглашения независимости Уганды.

## Современные отношения
Польские францисканцы построили школы и медицинский центр в Какуге, софинансируемый польским правительством. Польская медицинская миссия организовала учения для угандийских медицинских работников, а также отремонтировала и передала специализированное оборудование медицинскому центру в Какуге. Бригада скорой медицинской помощи Польского центра международной помощи оказала поддержку региональной больнице в Кобоко, где позже лечились беженцы гражданской войны в Южном Судане. В июле 2021 года Польша направила медиков для помощи в борьбе с пандемией COVID-19 в Уганде.